# Lepanthes pastoensis
Lepanthes pastoensis är en orkidéart som beskrevs av Rudolf Schlechter. Lepanthes pastoensis ingår i släktet Lepanthes och familjen orkidéer. Inga underarter finns listade i Catalogue of Life.